# 扶罗镇
扶罗镇是中华人民共和国湖南省怀化市新晃侗族自治县下辖的一个乡镇级行政单位。

## 行政区划
扶罗镇下辖以下地区：
扶罗社区、伞寨村、东风村、桂贡村、扶罗村、云溪村、皂溪村、岑庄村、拱夫村、弓判村、克寨村、横坡村、岑龙寨村、桐木村、八岱村、三江村和丈溪村。

## 历史
2000年4月，扶罗镇设立。2015年10月，新寨乡和李树乡的枫木、大晏、红星、科赖、坪地等村、天堂乡的彭岩村、渡溪村以及晏家乡的大湾村并入扶罗镇。

## 地理
扶罗镇坐落在新晃侗族自治县西南部，北面是鱼市镇，西北面是林冲镇，东北面是禾滩镇，东南面是中寨镇，南面是贡溪镇和贵州省天柱县。
平溪河流经扶罗镇。
朝阳水库是扶罗镇的一座水库。
扶罗镇最高峰是梦冲盖山，海拔920米。

## 经济
扶罗镇的矿产资源有：重晶石、铁、铅、锌。

## 交通
232省道西南至凉伞镇，东接中寨镇，南至贡溪镇。